# Calocomus kreuchelyi
Calocomus kreuchelyi är en skalbaggsart som beskrevs av Jean Baptiste Lucien Buquet 1840. Calocomus kreuchelyi ingår i släktet Calocomus och familjen långhorningar. Inga underarter finns listade.